# 萨洛莫
萨洛莫，是西班牙加泰罗尼亚塔拉戈纳省的一个市镇。总面积12平方公里，总人口377人（2001年），人口密度31人/平方公里。